# Geomorfologická subprovincie

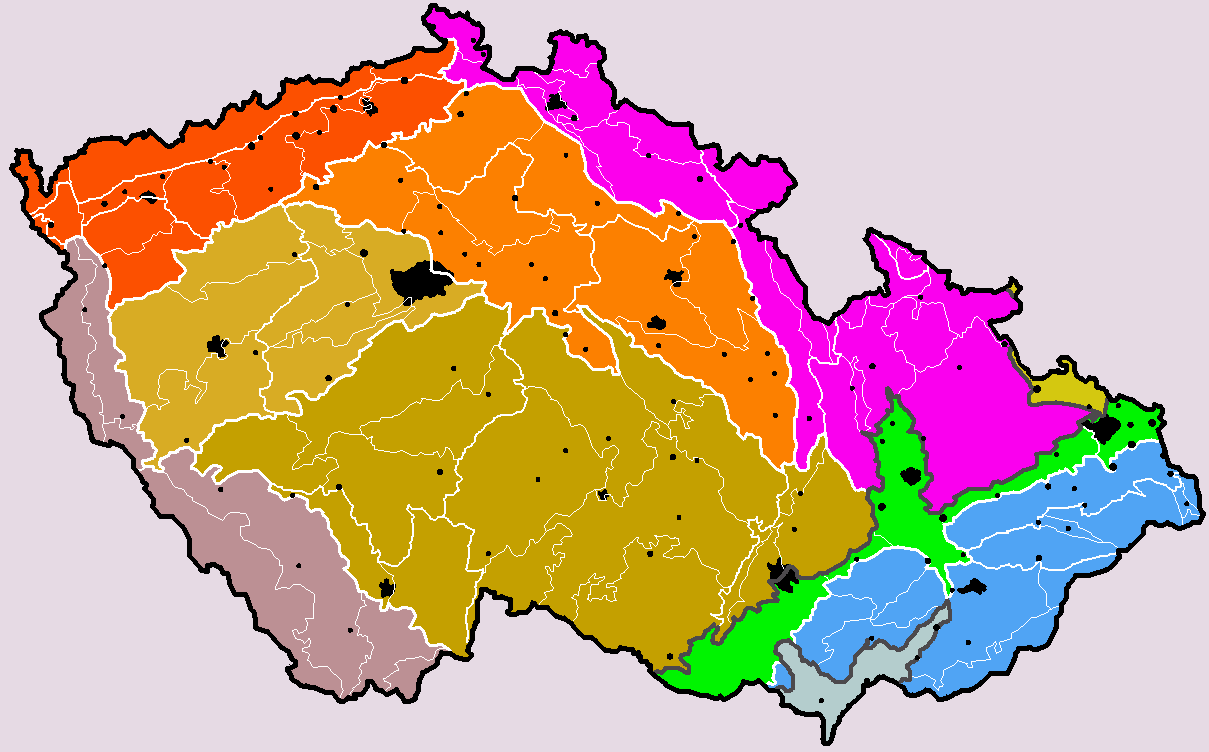
Území Česka se člení na 10 subprovincií:
I_{1} (I) Šumavská subprovincie
I_{2} (II) Česko-moravská subprovincie
I_{3} (III) Krušnohorská subprovincie
I_{4} (IV) Krkonošsko-jesenická subprovincie (Sudetská subprovincie)
I_{5} (V) Poberounská subprovincie
I_{6} (VI) Česká tabule
II_{1} (VII) Středopolské nížiny
III_{1} (VIII) Vněkarpatské sníženiny
III_{2} (IX) Vnější Západní Karpaty
IV_{1} (X) Vídeňská pánev

Geomorfologická subprovincie (též soustava) je jednotka čtvrté úrovně v hierarchickém geomorfologickém členění povrchu Země v podobě, v jakém se toto členění obvykle uplatňuje v Česku. Nadřazenou jednotkou je geomorfologická provincie, podřazenou geomorfologická oblast.
Subprovincie v orografii odpovídá typicky území, kde dominuje jedno nebo několik hlavních pohoří, ale patří sem i jejich podhůří a menší sousední horské celky, obvykle s příbuznou geologickou stavbou. Některé subprovincie se přímo ztotožňují s orografickými celky (např. Česká tabule).
Příklady: Krkonošsko-jesenická subprovincie, Česko-moravská subprovincie, Vnější Západní Karpaty.

## Subprovincie vs. Soustava
Slova „subprovincie“ a „oblast“ se poprvé objevují ve článku Břetislava Balatky a Jaroslava Sládka z roku 1980. Potom to zopakoval a dále rozvedl Richard Čapek s Danielou Lackovou v roce 1983: V roce 1979 došlo pod vedením ředitele Geografického ústavu ČSAV V. Vahaly ke sjednocení geomorfologického členění ČSR a SSR, při němž došlo k určitým změnám. Místo termínů „soustava“ a „podsoustava“, užívaných v členění ČSR, byly zavedeny názvy „subprovince“ (tedy před r. 1979 'soustava') a „oblast“ (tedy před r. 1979 'podsoustava') podle členění SSR, čímž se tyto změny staly závazné zejména pro kartografické a pedagogické účely.
Balatka s Kalvodou (2006) v členění pro Čechy uvádí „subprovincie (dříve soustava) a oblast (dříve podsoustava)“.
Jaromír Demek (1987) v Horách a nížinách z roku 1987 (autorsky byl text zpracováván v letech 1976–1978) uvádí pouze v přehledu geomorfologického členění (str. 34–37) „soustava/podsoustava“ a pouze v závorkách je za tím uvedeno „subprovincie/oblast“. Dále v textu Demek (1987) uvádí už jen „soustava“ a „podsoustava“. Na str. 33 je v Demkovi (1987) poznámka pod čarou: „V roce 1979 byla provedena na společné poradě zástupců geografických ústavů ČSAV a SAV koordinace členění českého a slovenského, neboť do té doby byly rozdíly v terminologii vyšších hierarchických jednotek. Podle této dohody byly zavedeny na místě termínů „soustava“ termíny subprovincie a namístě „podsoustav“ oblasti. Nová úprava byla schválena názvoslovnou komisí Českého úřadu geodetického a kartografického dne 29. 2. 1984 a je používána v našich mapách. V naší knize uvádíme tuto poslední malou změnu vždy v závorce.“ Demek (2006) v Horách a nížinách však uvádí pouze termíny „soustava“ a „podsoustava“.

## Geomorfologická subprovincie v různých jazycích
- česky: geomorfologická subprovincie nebo geomorfologická soustava
- slovensky: geomorfologická subprovincia nebo geomorfologická sústava
- polsky: podprowincja fizycznogeograficzna